# Албрехт Волфганг (Шаумбург-Липе)
Албрехт Волфганг фон Шаумбург-Липе (на немски: Albrecht Wolfgang zu Schaumburg-Lippe; * 8 май 1699 в Бюкебург; † 24 септември 1748 в Бюкебург) от фамилията Липе е граф на Шаумбург-Липе от 1728 до 1748 г.
Той е син на граф Фридрих Кристиан фон Шаумбург-Липе (1655 – 1728) и първата му съпруга графиня Йохана София фон Хоенлое-Лангенбург (1673 – 1743), дъщеря на граф Хайнрих Фридрих фон Хоенлое-Лангенбург (1625 – 1699) и втората му съпруга графиня Юлиана Доротея фон Кастел-Ремлинген (1640 – 1706). Брат е на Фридрих Лудвиг (1702 – 1776).
На връщане от Берлин през 1740 г. прочутият Волтер му гостува в двора в Бюкебург от 9 до 11 декември. Албрехт Волфганг умира на 49 години на 24 септември 1748 г. в Бюкебург, Шаумбург, и е погребан в Щатхаген.

## Фамилия
Албрехт Волфганг се жени на 30 септември 1721 г. в Лондон за графиня Маргарета Гертруд фон Оейнхаузен (* 9 април 1698 в Хановер; † 8 април 1726 в Манхайм), дъщеря на курфюрст Георг Лудвиг фон Хановер (по-късният крал на Великобританиия Джордж I) и неговата дългогодишна метреса Мелузина фон дер Шуленбург (1667 – 1743), по-късно херцогиня на Кендал. Те имат двама сина:
- Георг Август Вилхелм (1722 – 1742), умира при дуел
- Вилхелм Фридрих Ернст (1724 – 1777), граф на Шаумбург-Липе в Бюкебург (1748 – 1777)

Албрехт Волфганг се жени втори път на 26 април 1730 г. във Фарел, Фризия, за принцеса Шарлота Фридерика фон Насау-Зиген (* 30 ноември 1702 в Зиген; † 22 юли 1785 в Щадтхаген), вдовица на княз Леополд фон Анхалт-Кьотен (1694 – 1728), дъщеря на княз Фридрих Вилхелм I Адолф фон Насау-Зиген (1680 – 1722) и първата му съпруга принцеса Елизабет Франциска фон Хесен-Хомбург (1681 – 1707). Бракът е бездетен.
Двамата живеят в двореца Бюкебург, заедно с неговата метреса, нейна приятелка от младини Шарлота София Бентинк, графиня фон Алденбург (* 5 август 1715 във Фарел; † 4 февруари 1800 в Хамбург), която ражда двама сина:
- Кристиан Фридрих (1734 – 1768)
- Йохан Албрехт (1737 – 1775)

Той има и извънбрачен син:
- Август Волфрат фон Кампен, женен за графиня Вилхелмина фон Анхалт